# Olxasco de Ariscun
Olxasco de Ariscun es un cono volcánico de los Pirineos, pero que pertenece a la Provincia magmática del Atlántico Central; destacable provincia volcánica que estuvo activo durante el triásico, época en que todos los continentes estaban dividiéndose. Las coordenadas de este volcán son: 43.395443° -1.483558°.
Esta en la comuna de Ustaritz; en el departamento de los Pirineos Atlánticos, Francia